# Esmeralda (slak)
Esmeralda is een geslacht van weekdieren uit de klasse van de Gastropoda (slakken).

## Soorten
- Esmeralda engebiensis (Ladd, 1966)
- Esmeralda hadra Feng, 1996